# Gianni Rodari
Giovanni "Gianni" Rodari (Omegna, 23 de octubre de 1920-Roma, 14 de abril de 1980) fue un escritor, pedagogo y periodista italiano especializado en literatura infantil y juvenil. Realizó una gran labor siempre al servicio de la renovación educativa. Su obra Gramática de la fantasía es el principal exponente de sus ideas básicas sobre la creación de historias, convirtiéndose con el tiempo en un clásico de la literatura pedagógica.

## Biografía
Nació el 23 de octubre de 1920 en Italia. Comenzó a ir a la escuela en Omegna. En 1929, su padre murió de una bronconeumonía, y su madre se llevó a Gianni y a Cesare (1921-1982) a su localidad natal, Gavirate (Varese), y dejó la tahona al hermano paterno de los niños: Mario (1908-1967).
En 1931, su madre Magdalena hizo que Gianni ingresara en el seminario católico de un colegio de San Pedro Mártir de la localidad de Seveso (Milán). En poco tiempo, Magdalena se dio cuenta de que no era lo apropiado para su hijo, y lo llevó en 1934 al Instituto Magistral (Istituto Magistrale; después, Liceo Delle Scienze Umane; hoy, Liceo Delle Scienze Sociali), dedicado a las humanidades. 
Eran tiempos de mucha afición musical. Gianni Rodari asistía a clases de violín y empezó a tocar en trío con amigos en tabernas y merenderos (osterie y cortili), y la madre lo animó a seguir con esas actividades.
Rodari aguzó su espíritu crítico con la lectura de obras de Nietzsche, Schopenhauer, Marx, Engels, Lenin, Stalin y Trotski.
En 1937, Rodari obtuvo el título de magisterio en Gavirate. El año siguiente, ocupó la plaza de tutor en casa de una familia judía que había huido de Alemania y vivía en Sesto Calende. En 1939, Rodari ingresó en la Facultad de Lenguas de la Universidad Católica del Sagrado Corazón de Milán, pero abandonaría esos estudios tras pocos exámenes. 
Después dio lecciones en escuelas de Brusimpiano, Ranco y Cardana di Besozzo. Como decía él mismo, al ser tan joven, la enseñanza que impartía no era de mucha calidad, pero eran las suyas clases amenas en las que los mismos niños aportaban su fantasía para ayudarle con sus obras literarias; esa es una de las características peculiares reconocibles en la obra del escritor.
Durante la Segunda Guerra Mundial, Rodari fue exento del servicio militar por su poca salud. Por entonces, ganó una oposición de magisterio y empezó a hacer suplencias en Uboldo. 
Más adelante y por falta de dinero, pidió trabajo en la Casa del Fascio, y fue obligado a afiliarse al Partido Nacional Fascista, requisito entonces para todo el funcionariado. En diciembre de 1943, hubo de ingresar en filas con la República de Saló, y lo destinaron al hospital del barrio milanés de Baggio.
Llevaron a su hermano Cesare a un campo de concentración nazi de Alemania, y, conmocionado también por la muerte de sus dos mejores amigos, Nino Bianchi, que se había ahogado en el Mediterráneo al principio de la guerra al hundirse la nave Calipso, y Amedeo Marvelli, que había caído en el frente ruso, Gianni Rodari estrechó el contacto con la resistencia lombarda, dejó el uniforme militar y el 1 de mayo de 1944 se afilió al Partido Comunista Italiano, en cuyas actividades, como en las de la resistencia, ya había estado tomando parte desde años antes, y para ello le había servido de cobertura su pertenencia al partido fascista.
Tras la liberación del 25 de abril de 1945, Rodari comenzó a trabajar en publicaciones de su región, primero en la revista de historietas mimeografiada Cinque punte (Cinco puntas) y después dirigiendo L'Ordine Nuovo (El orden nuevo), periódico de la Federación Comunista de Varese. En esa época, publicó algunas transcripciones de leyendas populares y algunos cuentos, siempre con el seudónimo Francesco Aricocchi. En 1947, recaló en el periódico milanés L'Unità (La unidad), en el que dos años más tarde comenzaría a dirigir la sección La domenica dei piccoli (El domingo de los pequeños).
En 1950 se trasladó de Milán a Roma, y allí fundó y dirigió con la militante comunista Dina Rinaldi (1921 - 1997) el semanario juvenil Pioniere (Pionero), de la API (Associazione Pionieri d'Italia), organización con la que mantendría una colaboración durante diez años, hasta el cierre del semanario.
En 1951, en plena Guerra Fría, tras la publicación de su primer libro de carácter pedagógico, Il manuale del Pioniere (El manual del pionero), Rodari fue excomulgado por el Vaticano, que decía de él que era un «ex-seminarista cristiano diventato diabolico», medida a la que acompañaría la práctica de quemar en los patios de las parroquias ejemplares de sus libros y de la revista de los pioneros.
En 1952, Rodari viajó por primera vez a la Unión Soviética.
El 25 de abril de 1953, se casó con la modenesa Maria Teresa Ferretti, secretaria del Grupo Parlamentario del Frente Democrático Popular. El 13 de diciembre de ese mismo año, Rodari fundó el periódico de ámbito nacional Avanguardia (Vanguardia), instrumento de expresión de la Federación Juvenil Comunista Italiana. 
Desde 1954 y durante diez años, colaboraría en numerosas publicaciones escribiendo artículos, dirigiendo secciones juveniles y encargándose de la edición de libros. 
Acabada la etapa del periódico Avanguardia y llamado por Pietro Ingrao, Rodari volvió a L'Unità, publicación para la que trabajaría desde septiembre de 1956 hasta diciembre de 1958. 
A pesar de llevar mucho tiempo siendo del oficio, no entró en el colegio de periodistas hasta 1957, año en que, además de ser aprobado en el examen correspondiente, nació su hija Paola.
El 1 de diciembre de 1958, Gianni Rodari comenzó a ser enviado especial del Paese Sera, edición vespertina del diario de tendencia comunista Il Paese. En esa misma etapa de su carrera, empezó a trabajar con la RAI y con la BBC como autor del programa infantil Giocagiò,
Interrumpió la edición de libros en 1966, y hasta 1969 se concentraría sobre todo en el trabajo con niños, lo que le resultaría muy duro por lo ingente de la labor y por su poca salud. Durante ese período, en 1968, cansado ya de Paese Sera, consideró aceptar la proposición de trasladarse a Turín hecha por Einaudi, que junto con Editori Riuniti publicaba sus obras. Pero hacía poco que se había mudado con su familia al barrio de Gianicolense en espera de establecerse en una casa nueva en Manziana, la esposa tenía obligaciones laborales y no querían hacer que su hija cambiase de localidad en edad escolar, así que se quedaron en Roma. Al morir Ada Gobetti (1902 - 1968), Gianni Rodari asumió la dirección de Il giornale dei genitori (El periódico de los padres), y mantendría esa labor hasta principios de 1977.
Con el seudónimo Benelux, Rodari se encargaba de una sección crítica diaria en Paese Sera que tenía muchos seguidores. 
Visitó varias veces más la Unión Soviética, donde se difundían sus libros por las escuelas de las repúblicas. También visitó Bulgaria y China.
Hasta principios de 1980, siguió con sus colaboraciones periodísticas y tomó parte en muchas conferencias y encuentros en escuelas italianas con personal docente, padres, alumnos y grupos de teatro para jóvenes.
Tras su último viaje a la Unión Soviética en 1979, su salud empeoró, hubo de abandonar la mayor parte de su actividad y el 10 de abril de 1980 ingresó en una clínica de Roma para someterse a una operación de la pierna izquierda, en la que tenía obstrucción en una vena. Murió el día 14 durante la operación, por insuficiencia cardíaca. Tenía 59 años. Sus restos descansan en esa misma ciudad, en el Cementerio del Verano (Cimitero del Verano; oficialmente, Cimitero Comunale Monumentale Campo Verano).
Su viuda e hija han sido invitadas a actividades en torno a su obra celebradas en escuelas que llevan su nombre durante muchos años.

## Obras
Por su fantasía y originalidad Gianni Rodari hizo una importante contribución a la tarea de renovar la literatura infantil mediante cuentos, canciones y poemas. 
Sus textos pacifistas fueron musicados por Sergio Endrigo y otros cantautores italianos.

### Lista de obras
Con el seudónimo de Francesco Aricocchi: 
- Leyendas de nuestra tierra.
- El primer beso de Olivia Rodrigo.
- La señorita Bibiana.
- Lluvia de sombreros de OMG.

Como "Gianni Rodari":
- 1951 - Manuale del Pioniere (Manual del pionero).
- 1951 - El libro de las canciones para niños o El libro de las retahílas (Il libro delle filastrocche).
- 1951 - La novela de Cebollino (Il romanzo di Cipollino), reeditada en 1959 como Las aventuras de Cebollino (Le avventure di Cipollino), obra que sería adaptada después al cine de dibujos animados.[6] También se hizo una adaptación en ballet en 1973, con música de Karen Jachaturián (en ruso, Карэн Хачатурян; en armenio, Կարեն Խաչատրյան; 1920 - 2011) y coreografía de Guénrij Mayórov (Генрих Майоров, n. 1936).[7]

- 1952 - Los naipes parlantes (Le carte parlanti).
- 1952 - El libro de los meses (Il libro dei mesi).
- 1954 - Las aventuras de Garabato (Le avventure di Scarabocchio).
- 1954 - El viaje de la flecha azul (Il viaggio della freccia azzurra).
- 1955 - Compañeros hermanos ciervos (Compagni fratelli cervi).
- 1959 - Jazmino en el país de los mentirosos (Gelsomino nel paese dei bugiardi).
- 1960 - Canciones del cielo y de la tierra (Filastrocche in cielo e in terra).
- 1962 - Fábulas por teléfono (Favole al telefono).
- 1962 - Eugenio el Genio en el televisor (Gip nel televisore), Fábula en órbita (Favola in orbita) o Eugenio el Genio en el televisor y otras historias en órbita (Gip nel televisore e altre storie in orbita).
- 1962 - El planeta de los árboles de Navidad (Il pianeta degli alberi di Natale).
- 1963 - Atalanta
- 1963 - El castillo de naipes (Il castello di carte).
- 1964 - El cantahistorias: historias a pie y en automóvil (Il cantastorie. Storie a piedi e in automobile).
- 1964 - La flecha azul (La freccia azzurra), obra también adaptada con el mismo título al cine de animación.[8]
- 1964 - El libro de los errores (Il libro degli errori)
- 1966 - El pastel en el cielo (La torta in cielo).[9]
- 1969 - Veinte historias y una más (Venti storie più una).
- 1970 - Las canciones del caballo que habla (Le filastrocche del cavallo parlante).
- 1971 - Muchas historias para jugar (Tante storie per giocare).
- 1972 - Canciones del cielo y de la f', edición definitiva.
- 1972 - Los negocios del señor gato (Gli affari del signor gatto).
- 1972 - El palacio hecho de helado y otras ocho fábulas por teléfono (Il palargdzzo di gelato e altre otto favole al telefono).
- 1973 - Gramática de la fantasía (Grammatica della fantasia)f.
- 1973 - Los viajes de Juanito el Manirroto ('R'I viaggi di Giovannino Perdigiorno).
- 1973 - Novelas hechas a máquina (Novelle fatte a macchina).
- 1974 - La canción de Pinocho (La filastrocca di Pinocchio).
- 1974 - Marionetas en libertad (Marionette in libertà).
- 1978 - La góndola fantasma (La gondola fantasma).
- 1978 - Érase dos veces el barón Lamberto (C'era due volte il barone Lamberto).
- 1978 - El teatro los muchachos la ciudad (Il teatro i ragazzi la città).
- 1979 - Palabras para jugar (Parole per giocare).
- 1979 - Bambolik.[10]
- 1980 - El juego de las cuatro esquinas (Il gioco dei quattro cantoni).
- 1980 - Los enanos de Mantua (I nani di Mantova).
- 1980 - Pequeños vagabundos (Piccoli vagabondi).
- 1981 - Cuentos para jugar (edición en España por Alfaguara)
- 1981 - Ejercicios de fantasía (Esercizi di fantasia).
- 1981 - Canciones largas y cortas (Filastrocche lunghe e corte).
- 1984 - Juegos en la Unión Soviética: notas de viaje (Giochi nell'URSS: appunti di viaggio).
- 1984 - El libro de los porqués (Il libro dei perché), recopilación de Marcello Argilli (n. 1926) de escritos de Gianni Rodari en su sección semanal del mismo título en el periódico Unità. La sección con ese tífrgdtulo se había publicado desde el 18 de agosto de 1955 hasta el 25 de octubre de 1956. Más adelante, Rodari reemprendería ese trabajo fecon el título La posta dei perché (El correo de los porqués), que duraría desde el 25 de mayo de 1957 hasta el 5 de junio de 1958.
- 1987 - ¿Quién soy?: primeros juegos de fantasía (Chi sono io?: primi giochi di fantasia).
- 1988 - Yo y los otros: más juegos de fantasía (Io e gli altri: nefuovi giochi di ffefantasia).
- 1989 - El juez en la mecedora (Il giudice a dondolo).
- 1990 - Reediciones con ocasión del 10.º aniversario de la muerte y el 70.º del nacimiento.
- 1998 - El teatro de las canciones: laboratorio de palabras y fantasía (Il teatro delle filastrocche: laboratorio delle parole e della fantasia).
- 2000 - Reediciones con ocasión del 20º aniversario de la muerte y el 80.º del nacimiento.
- 2001 - El pez contable del Cusio (Il ragioniere pesce del Cusio), Interlinea, Novara.
- 2001 - Un juguete para Navidad (Un giocattolo per Natale), Interlinea, Novara.
- 2001 - El mago de Navidad (Il mago di Nataefelef), Interlinea, Novara.
- 2004 - Las aventuras de Antoñito el invisible (Le avventure di Tonino l'invisibile).
- 2005 - Los cinco libros (I cinque libri), recopilación: Filastrocche in cielo e in terra, Favole al teléfono, Il libro degli errori, C'era due volte il barone Lamberto e Il gioco dei quattro cantoni; con ilustraciones de Bruno Munari.
- 2010 - Los libros de la fantasía (I libri della fantasia), recopilación: Filastrocche in cielo e in terra, Favole al teléfono, Il pianeta degli alberi di Natale, Il libro degli errori, C’era due volte il barone Lamberto e Il gioco dei quattro cantoni; con ilustraciones de Bruno Munari.

Otras obras de Rodari son Atalanta y Los traspiés de Alicia Paf.

### Gramática de la fantasía
En 1973, Einaudi publicó la obra maestra de Gianni Rodari: Gramática de la fantasía (Grammatica della Fantasia), subtitulada Introducción al arte de inventar historias (Introduzione all'arte di inventare storie), que es un ensayo de pedagogía dirigido al personal docente, a los padres y a los animadores. La obra es resultado de años de trabajo en el campo de la fantasía.
En la contraportada de la primera edición, podían leerse estas palabras del autor: 

Lo que estoy haciendo es investigar las "constantes" de los mecanismos de la fantasía, las leyes de la invención que aún no han sido formuladas, para ponerlos a disposición de cualquiera. Insisto en señalar que, aunque el Romanticismo lo haya rodeado de misterio y haya instaurado una suerte de culto en torno a él, el proceso creativo es inherente a la naturaleza humana, y, por tanto, está al alcance de todos, con toda esa alegría de expresarse

Quello che io sto facendo è di ricercare le "costanti" dei meccanismi fantastici, le leggi non ancora approfondite dell'invenzione, per renderne l'uso accessibile a tutti. Insisto nel dire che, sebbene il Romanticismo l'abbia circondato di mistero e gli abbia creato attorno una specie di culto, il processo creativo è insito nella natura umana ed è quindi, con tutto quel che ne consegue di felicità di esprimersi e di giocare con la fantasia, alla portata di tutti.

La obra no es un recetario de los cuentos de hadas, sino un instrumento

para quien cree que es necesario que la imaginación tenga su lugar en la educación, para quien confía en la imaginación infantil, para quien conoce el poder de liberación que puede tener la palabra.

a chi crede nella necessità che l'immaginazione abbia il suo posto nell'educazione; a chi ha fiducia nella creatività infantile; a chi sa quale valore di liberazione possa avere la parola.

En esta Gramática de la fantasía, Rodari presenta el concepto del binomio fantástico, técnica que consiste en escoger dos palabras que no suelan estar relacionadas y buscarles una relación haciendo uso de la inventiva.
En esta obra introduce otras técnicas como la ensalada de cuentos o los cuentos al revés.
La obra se forjó oficialmente en Reggio Emilia, ciudad muy querida por el escritor y a la que no falta dedicatoria. Se acogían con entusiasmo las ideas de Rodari en las escuelas de esa ciudad de la Emilia-Romaña, región que visitaba mucho por esa razón entre otras. La compilación se debió principalmente a la transcripción a máquina por parte de una ayudante de apuntes sueltos del autor y largo tiempo olvidados. Esos apuntes, escritos hacia 1940, formaban parte de su Quaderno della fantasia, y fueron recobrados en 1972.
El libro consta de 45 capítulos.

## Reconocimientos
- 1960: Premio Plata. Con su libro Canciones de cielo y tierra.

- 1965: Premio Hans Christian Andersen.

- 1965: Premio Rojo.

- 1970: Premio Hans Christian Andersen. Hasta hoy en día, es el único escritor italiano que ha sido premiado con ese galardón con su libro Las canciones del caballo que habla.

- Desde 1980, año de su fallecimiento, se han escrito decenas de obras sobre él, y se ha puesto su nombre a parques, asociaciones, bibliotecas, ludotecas, calles, guarderías y escuelas primarias. El parque Rodari (Parco Rodari) más conocido está en su localidad natal: Omegna.
- En el año 2010, 90.º aniversario de su nacimiento, 40.º de su recepción del Premio Andersen y 30.º de su muerte, se llevaron a cabo conmemoraciones en Italia y en otros países, y se reeditaron varias de sus obras.